# بيريفان أصلان
أيغول بيريفان أصلان (مواليد 16 أكتوبر 1981 في كولو، تركيا) سياسية كردية نمساوية وعضو في حزب الخضر النمساوي، كانت عضوا في المجلس الوطني من 2013 إلى 2017.
في عام 2020، ادعى رجل يُدعى فياض أوزتورك أن مسؤولي المخابرات التركية ابتزوه وأمروه باغتيال أصلان.

## روابط خارجية
- Parliament of Austria biography